# 东山傈僳族彝族乡
东山傈僳族彝族乡是中华人民共和国云南省丽江市永胜县下辖的一个民族乡。

## 行政区划
东山傈僳族彝族乡下辖以下村级行政区划单位：
东山村、牦牛坪村、向阳村、河东村和东江村。